# Вілла-ді-К'явенна
Вілла-ді-К'явенна (італ. Villa di Chiavenna) — муніципалітет в Італії, у регіоні Ломбардія,  провінція Сондріо.
Вілла-ді-К'явенна розташована на відстані близько 550 км на північний захід від Рима, 100 км на північ від Мілана, 35 км на північний захід від Сондріо.
Населення — 1010 осіб (2014).

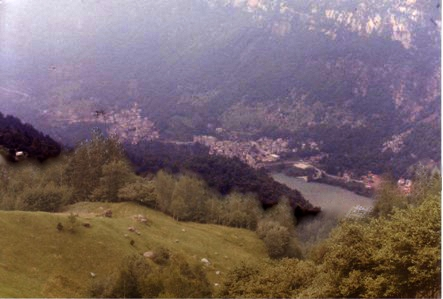

Щорічний фестиваль відбувається 20 січня. Покровитель — San Sebastiano (santo).

## Демографія
Населення за роками:

Станом на 1 січня 2023 року в муніципалітеті офіційно проживало 29 іноземців з 8 країн, серед них 11 громадян країн Євросоюзу та 1 громадянин України.

## Сусідні муніципалітети
- Бондо
- Кастазенья
- Новате-Меццола
- П'юро
- Сольйо